# Otto-Bögeholz-Straße
Die Otto-Bögeholz-Straße ist eine in den 1970er Jahren entstandene Wohnsiedlungsstraße im Braunschweiger Ortsteil Watenbüttel, die nach einem Heimatdichter benannt wurde, der nie existierte.

## Lage und Baugeschichte
Der Ort Watenbüttel liegt in Nachbarschaft zu den beiden Bundeseinrichtungen Physikalisch-Technische Bundesanstalt und Bundesforschungsanstalt für Landwirtschaft, woraus sich in den 1960er Jahren ein Bedarf an Einfamilien- und Reihenhäusern ergab. Im Gebiet Kleebleeke wurden noch vor der Eingemeindung Watenbüttels nach Braunschweig Bebauungspläne aufgestellt, und zwar zwischen der Peiner Straße (Richtung Völkenrode) im Norden und Westen und der Hans-Jürgen-Straße im Osten die Bereiche Kleebleeke III, Kleebleeke II (WT29). Im Süden wird das Gebiet von der Bahnstrecke Celle–Braunschweig begrenzt, an der im Bereich der ab 2017 entstandenen Reihenhäuser das Stationsgebäude des Bahnhofs Watenbüttel auf Höhe der Einmündung der Straße Krähenwinkel stand (Baugebiet WT54). Die Otto-Bögeholz-Straße verläuft über eine Länge von über 630 Metern von der Peiner Straße im Westen bis zur Sudermannstraße am Ostende. Diese wiederum bildet einen Ring über die Ringelnatzstraße mit der Otto-Bögeholz-Straße.

## Namensgeschichte
Nach den Berichten mittelbar Beteiligter suchte die Stadtverwaltung bei der Planung des Quartiers nach weiteren Dichternamen, um wie im Falle von Christian Morgenstern, Joachim Ringelnatz, Friedrich Rückert und Hermann Sudermann eine der neuen Siedlungsstraßen zu benennen. Sie erhielt einen Hinweis auf den bis dahin unbekannten niedersächsischen Heimatdichter Otto Bögeholz und gleichzeitig auf einen vermeintlichen Sachverständigen für diesen Dichter in einer Landesbehörde in Hannover. Sowohl der Hinweisgeber als auch die Person in Hannover erwiesen sich im Nachhinein jedoch als Mitglieder der Schlaraffen. Deren Gruppe in Celle hatte bereits damals eine eigene Kultur rund um diese fiktive Figur entwickelt. Demnach wurde Otto Bögeholz am 26. November 1805 in Tatenhausen geboren, entwickelte sich zum Heimatdichter und unterhielt eine umfangreiche Korrespondenz mit seinerzeit bekannten deutschsprachigen Schriftstellern wie Theodor Storm und anderen.
Nachdem dieser „Betrug“ aufgeflogen war, trug man es mit Humor und versah das Straßenschild mit dem Zusatz „Von den Schlaraffen erfundener Heimatdichter“. In der örtlichen Presse, der Braunschweiger Zeitung, wurde dieses Kuriosum 2023 erneut aufgegriffen.

## Galerie

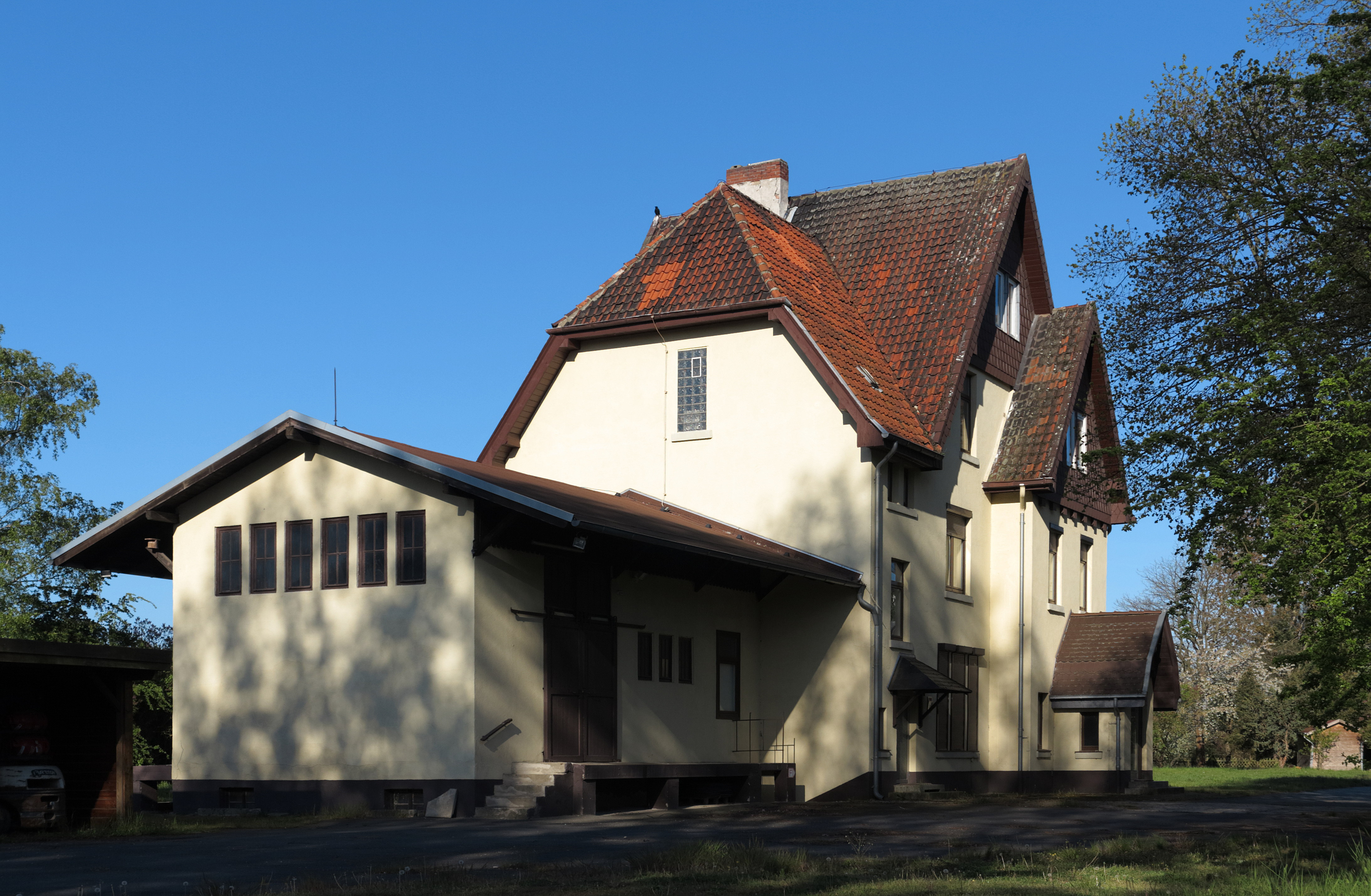
Ehemaliges Bahnhofsgebäude Watenbüttel (2016)
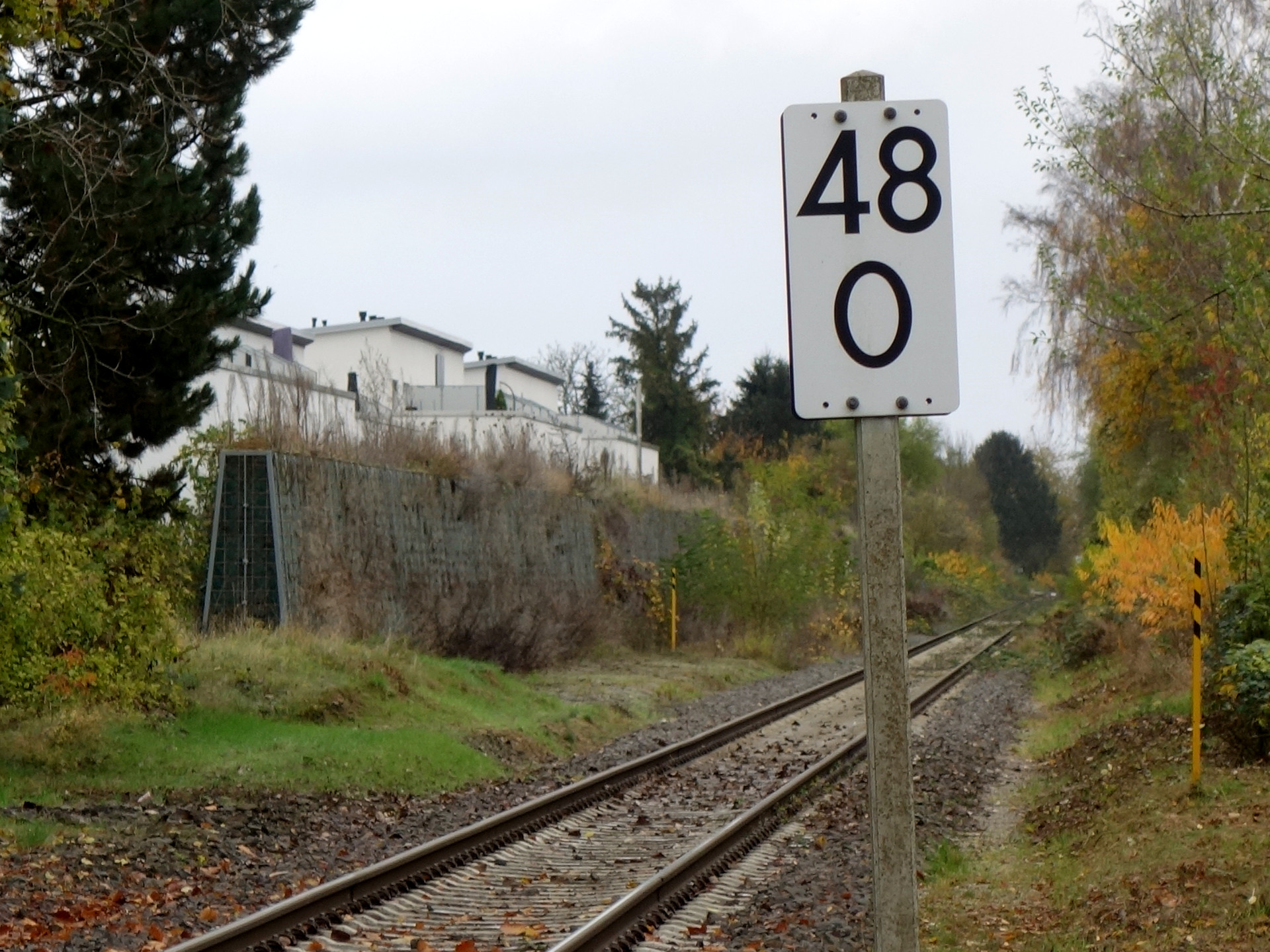
Gelände des ehemaligen Bahnhofs Watenbüttel (2024)
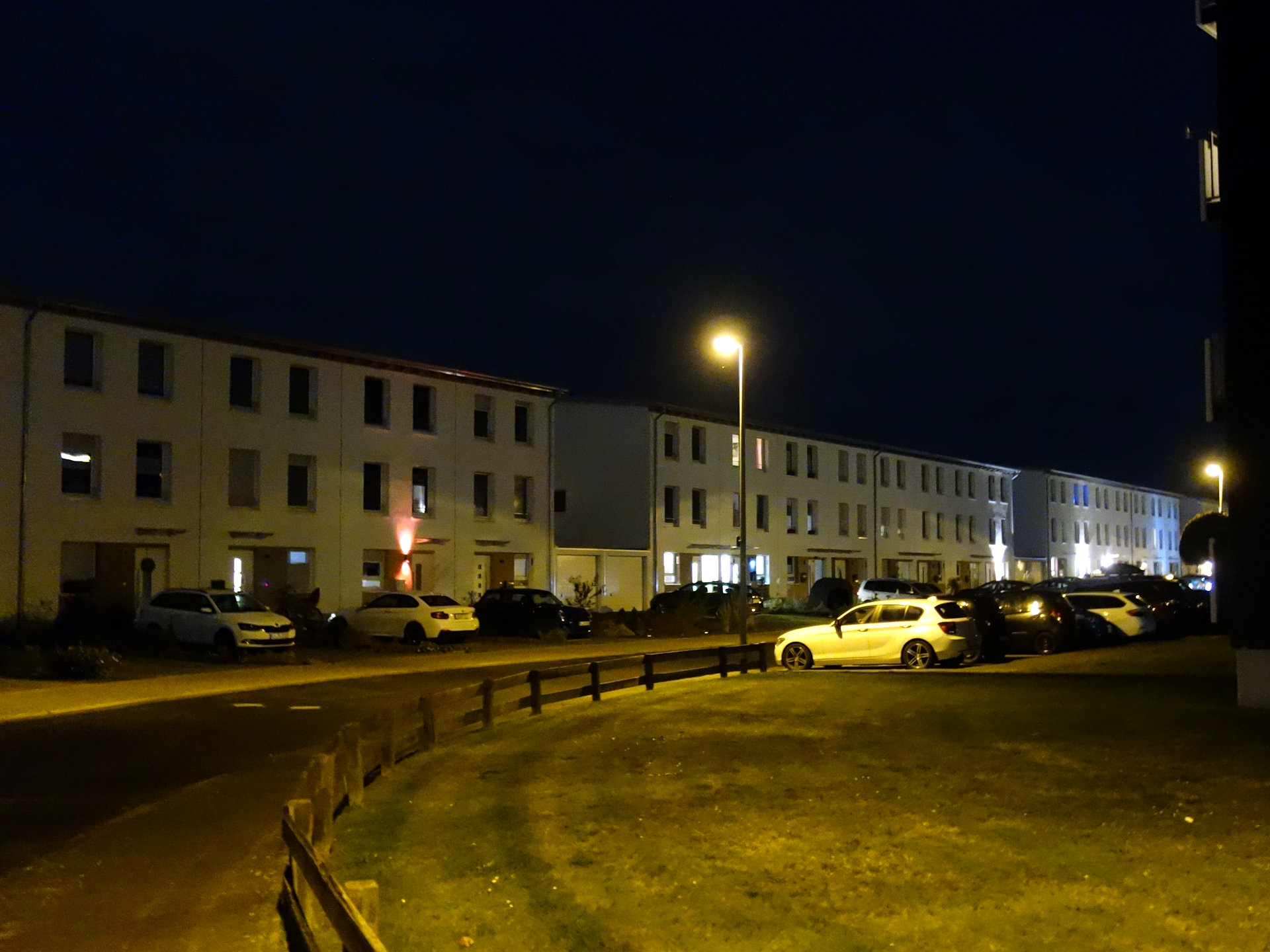
Entlang der Bahnstrecke errichtete Reihenhaussiedlung (2024)
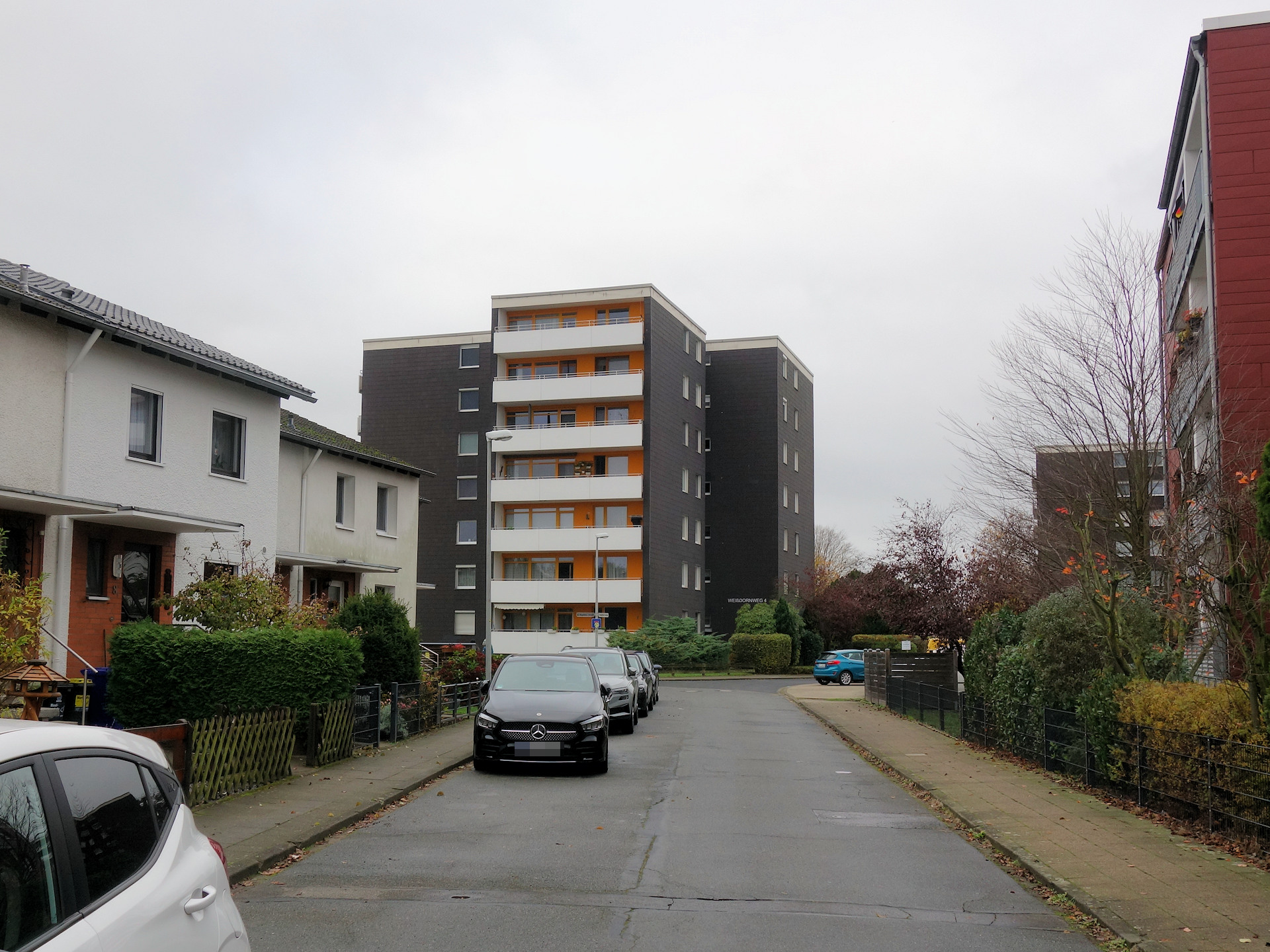
Otto-Bögeholz-Straße Blickrichtung Westen Höhe Rückertstraße (2024)
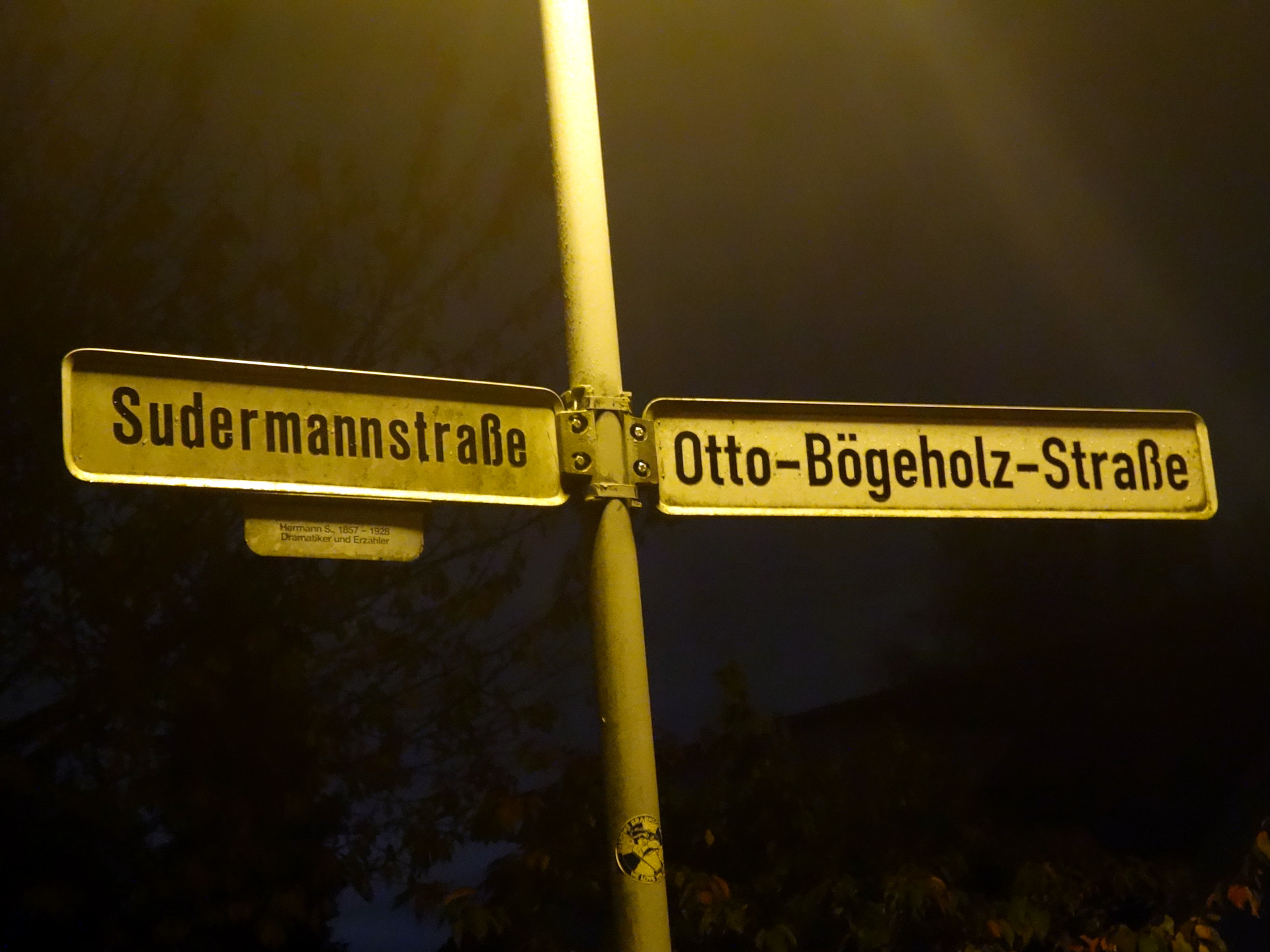
Straßenschild am Ostende der Otto-Bögeholz-Straße (2024)